# Chính sách thị thực của Uruguay
Du khách đến Uruguay phải xin thị thực từ một trong những phái bộ ngoại giao Uruguay trừ khi họ đến từ một trong những nước được miễn thị thực.

## Bản đồ chính sách thị thực

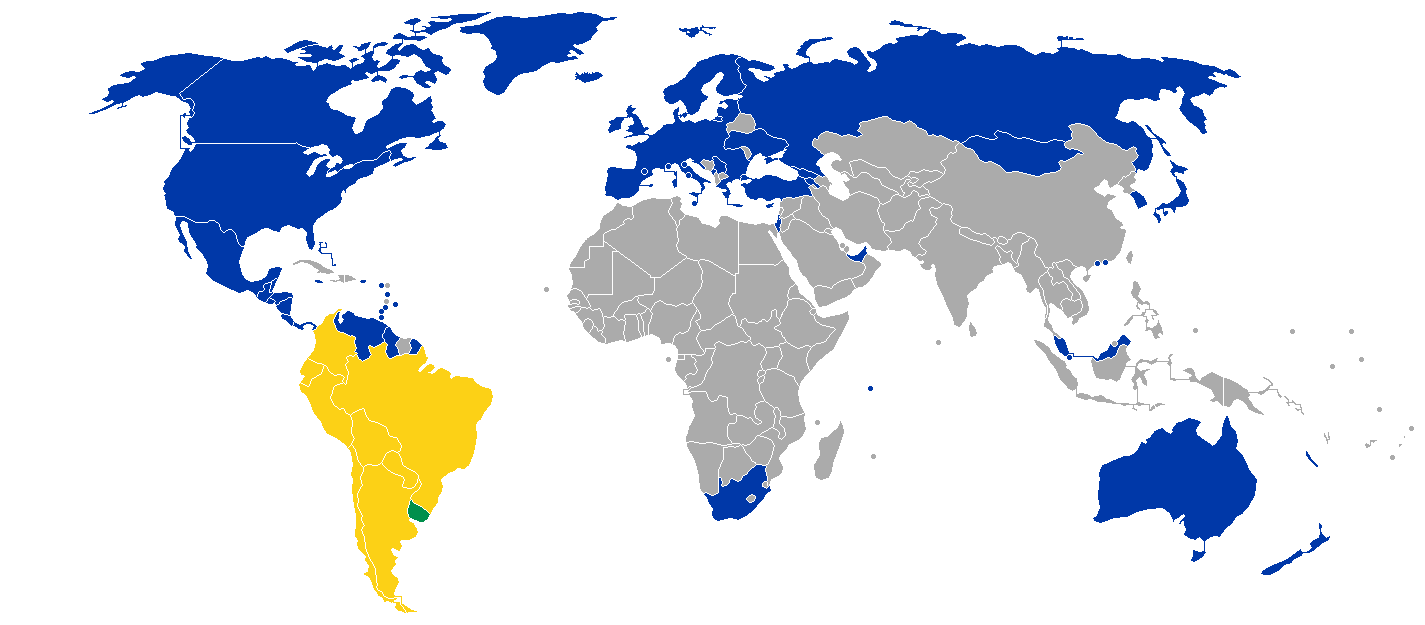
Chính sách thị thực Uruguay
Uruguay
Miễn thị thực (nhập cảnh bằng hộ chiếu hoặc thẻ căn cước)
Miễn thị thực (nhập cảnh bằng hộ chiếu)

## Chính sách thị thực
Người mang hộ chiếu của 79 quốc gia và vùng lãnh thổ có thể đến Uruguay mà không cần thị thực lên đến 90 ngày (trừ khi đượ cchus thích và có thể gia hạn một lần đối với công dân Argentina và Nga):
| - Tất cả công dân Liên minh Châu Âu 1 \| - Andorra - ArgentinaID - Armenia - Úc - Bahamas - Barbados - Belize - BoliviaID - BrasilID - Canada - ChileID - ColombiaID - Costa Rica - Dominica - EcuadorID - El Salvador - Gruzia \| - Grenada - Guatemala - Guyana - Honduras - Hồng Kông - Iceland - Israel - Jamaica - Nhật Bản - Liechtenstein - Macao4[4] - Malaysia2 - Mexico - Monaco - New Zealand - Nicaragua - Na Uy \| - Panama - ParaguayID - PeruID - Nga3 - Saint Kitts và Nevis - Saint Vincent và Grenadines - San Marino - Serbia - Seychelles - Singapore - Nam Phi - Hàn Quốc2 - Thụy Sĩ - Trinidad và Tobago - Thổ Nhĩ Kỳ - Hoa Kỳ - Venezuela \| \| | | |  |
| - Andorra - ArgentinaID - Armenia - Úc - Bahamas - Barbados - Belize - BoliviaID - BrasilID - Canada - ChileID - ColombiaID - Costa Rica - Dominica - EcuadorID - El Salvador - Gruzia | - Grenada - Guatemala - Guyana - Honduras - Hồng Kông - Iceland - Israel - Jamaica - Nhật Bản - Liechtenstein - Macao4 - Malaysia2 - Mexico - Monaco - New Zealand - Nicaragua - Na Uy | - Panama - ParaguayID - PeruID - Nga3 - Saint Kitts và Nevis - Saint Vincent và Grenadines - San Marino - Serbia - Seychelles - Singapore - Nam Phi - Hàn Quốc2 - Thụy Sĩ - Trinidad và Tobago - Thổ Nhĩ Kỳ - Hoa Kỳ - Venezuela |  |

ID - có thể nhập cảnh với thẻ căn cước.

1 - tất cả các loại công dân Anh.

2 - ở lại tối đa 30 ngày.

3 - ở lại tối đa 90 ngày trong mỗi 6 tháng.

4 - đối với người mang hộ chiếu MSAR hoặc Giấy phép du hành MSAR.
Miễn thị thực với thành viên tổ bay và công dân của bất cứ quốc gia nào mà sinh ra ở Uruguay và có bằng chứng trên giấy tờ du hành.
Người mang hộ chiếu ngoại giao hoặc công vụ của Albania, Armenia, Belarus, Campuchia, Cuba, Cộng hòa Dominica, Ai Cập, Gruzia, Ấn Độ, Indonesia, Maroc, Namibia, Suriname, Thái Lan, Ukraina, Việt Nam và Trung Quốc được miễn thị thực.
 Công dân Trung Quốc mang hộ chiếu làm việc công được miễn thị thực tối đa 90 ngày.